# Empire (album, Queensrÿche)
Empire je čtvrté studiové album americké metalové skupiny Queensrÿche vydané 4. září 1990 přes vydavatelství EMI USA.
Album obdrželo pozitivní recenze, a na žebříčku Billboard 200 skončilo na 7. místě. V USA se prodalo alba přes tři milionů kopií, stalo se 3× platinovým albem a je nejúspěšnějším albem skupiny. Album vyhrálo cenu Concrete Foundations Awards za Top Retail (nejlepší maloobchod).
Skupina také vydala několik singlů, z toho třetí singl „Silent Lucidity“ se v žebříčku Billboard Hot 100 umístil na 9. místě, a v Mainstream Rock na 1. místě. Skladba také vyhrála cenu Album Rock Track. Píseň byla nominována na Grammy za nejlepší rockový výkon v roce 1992.
V Kanadě se prodalo alba přes 100 tisíc kopií a stalo se také platinovým albem.
Ve Velké Británii to bylo první album Queensrÿche, které získalo certifikaci Silver (60 000 kopií).
Největšího úspěchu v evropských žebříčcích dosáhlo v Norsku, Finsku, Německu, Švýcarsku a Švédsku.

## Seznam skladeb
| Pořadí | Název                             | Autor                                           | Délka |
| ------ | --------------------------------- | ----------------------------------------------- | ----- |
| 1.     | Best I Can                        | Chris DeGarmo                                   | 5:30  |
| 2.     | The Thin Line                     | DeGarmo, Geoff Tate, Michael Wilton             | 5:42  |
| 3.     | Jet City Woman                    | DeGarmo, Tate                                   | 5:20  |
| 4.     | Della Brown                       | DeGarmo, Eddie Jackson, Scott Rockenfield, Tate | 7:04  |
| 5.     | Another Rainy Night (Without You) | Tate, Wilton                                    | 4:44  |
| 6.     | Empire                            | Tate, Wilton                                    | 5:07  |
| 7.     | Resistance                        | DeGarmo                                         | 4:47  |
| 8.     | Silent Lucidity                   | DeGarmo                                         | 5:45  |
| 9.     | Hand on Heart                     | DeGarmo, Tate, Wilton                           | 5:30  |
| 10.    | One and Only                      | DeGarmo, Wilton                                 | 5:52  |
| 11.    | Anybody Listening?                | DeGarmo, Tate                                   | 7:40  |

## Obsazení
- Geoff Tate – zpěv, klávesy
- Chris DeGarmo – rytmická kytara, akustická kytara, klávesy (1), sólová kytara (1, 3, 8 a 11), doprovodný zpěv
- Michael Wilton – rytmická kytara, akustická kytara, sólová kytara
- Eddie Jackson – baskytara, doprovodný zpěv
- Scott Rockenfield – bicí, perkuse